# Concepción Las Minas
Concepción Las Minas est une ville du Guatemala dans le département de Chiquimula.

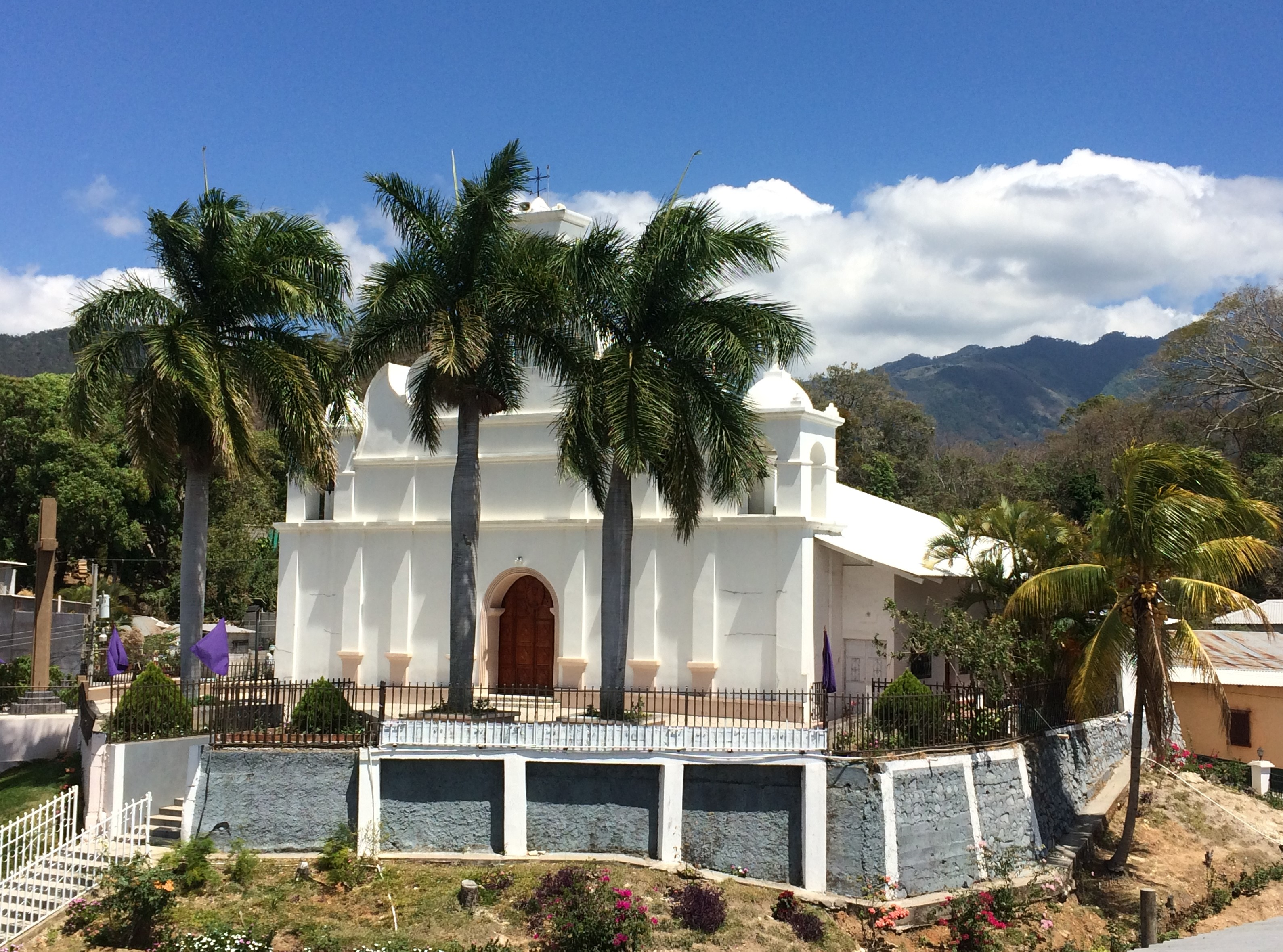
Elle a été bénie le 24 février 1864